# Matea Mežak
Matea Mezak (ur. 5 marca 1985 w Zagrzebiu) – chorwacka tenisistka.
Kontakt z zawodowym tenisem rozpoczęła jako szesnastolatka, w kwietniu 2001 roku, reprezentując swój kraj w Pucharze Federacji, żeńskiego odpowiednika Pucharu Davisa. Następnie, w maju, wygrała kwalifikacje do niewielkiego turnieju ITF w tureckim Mersin i w fazie głównej doszła do drugiej rundy. W następnym roku udanie wystąpiła w podobnym turnieju w Zagrzebiu, gdzie zagrała zarówno w grze pojedynczej, jak i podwójnej, w której partnerując rodaczce Jelene Kostanić Tošić doszła do finału imprezy. W singlu, w którym grała dzięki dzikiej karcie, osiągnęła półfinał. Swój pierwszy turniej singlowy wygrała w lutym 2003 roku, w angielskim Tipton, pokonując w finale Rosjankę Galinę Woskobojewą a deblowy w 2005 roku, w Joué-lès-Tours, we Francji, gdzie w parze z Jelene Kostanić Tošić pokonała parę Zsófia Gubacsi i Darja Kustawa. W sumie na swoim koncie ma sześć wygranych turniejów singlowych i sześć deblowych rangi ITF.
W czerwcu 2005 roku zagrała po raz pierwszy w kwalifikacjach do turnieju wielkoszlemowego w Wimbledonie, gdzie pokonała w pierwszej rundzie Czeszkę Olgę Blahotovą i przegrała w drugiej z Melindą Czink. W sierpniu wystąpiła także w kwalifikacjach US Open, ale przegrała już w pierwszej rundzie z Mathilde Johansson. Potem wzięła udział w kwalifikacjach do turnieju WTA w słoweńskim Portorož, w których wygrała dwie pierwsze rundy, pokonując Tatjanę Malek i Zsófię Gubacsi a przegrała w trzeciej z Ágnes Szávay. Były to jej jedyne występy w rozgrywkach cyklu WTA.

## Wygrane turnieje singlowe
|    | Data       | Turniej   | Kat. | ($)    | Naw.   | Finalistka         | Wynik         |
| 1. | 02/02/2003 | Tipton    | ITF  | 10 000 | twarda | Galina Woskobojewa | 4:6, 6:4, 6:4 |
| 2. | 16/05/2004 | Casale    | ITF  | 10 000 | ziemna | Romina Oprandi     | 2:0 krecz     |
| 3. | 20/09/2008 | Casale    | ITF  | 10 000 | ziemna | Silvia Disderi     | 7:5, 2:6, 6:1 |
| 4. | 20/09/2009 | Doboj     | ITF  | 10 000 | ziemna | Tamara Curovic     | 4:6, 6:2, 6:4 |
| 5. | 25/10/2009 | Dubrownik | ITF  | 10 000 | ziemna | Réka Luca Jani     | 0:6, 7:5, 7:6 |
| 6. | 15/11/2009 | Jersey    | ITF  | 10 000 | twarda | Tímea Babos        | 6:2, 6:3      |

## Finały juniorskich turniejów wielkoszlemowych

### Gra podwójna (2)
| Końcowy wynik | Rok  | Turniej         | Nawierzchnia | Partnerka            | Przeciwniczki                              | Wynik finału  |
| Finalistka    | 2000 | French Open     | Ceglana      | Dinara Safina        | M. J. Martínez Sánchez A. Medina Garrigues | 0:6, 1:6      |
| Finalistka    | 2002 | Australian Open | Twarda       | Swietłana Kuzniecowa | Gisela Dulko Angelique Widjaja             | 2:6, 7:5, 4:6 |